# Илиев, Владимир
Владими́р Или́ев Или́ев (болг. Владимир Илиев Илиев; род. 17 марта 1987, Троян) — болгарский биатлонист, серебряный призёр чемпионата мира 2019 года в индивидуальной гонке, чемпион Европы 2017 года в спринте. Первый в истории болгарского мужского биатлона призёр чемпионата мира. Спортсмен года в Болгарии (2019).

## Биография
Биатлоном начал заниматься с 1997 года.
Представляет спортивный клуб «Аякс» Троян.
На этапах Кубка мира выступает с 2006 года. Участник зимних Олимпийских игр в Ванкувере, Сочи и Пхёнчхане (в личных гонках не поднимался выше 19-го места).
На чемпионате мира в Пхёнчхане в 2009 году в индивидуальной гонке впервые набрал очки на этапах Кубка мира, финишировав 32-м. В 2011 году на зимней Универсиаде в Эрузуме вместе с партнерами, занял третье место в смешанной эстафете.
В Кубке мира лучшим достижением является пятое место в спринте в сезоне 2015/16 на этапе в Нове-Место.
В 2015 году выиграл бронзу чемпионата Европы в Отепя в индивидуальной гонке на 20 км. Успешно выступил на чемпионате мира 2015 года в Контиолахти. В спринте 27-летний болгарин занял восьмое место, а на следующий день стал шестым в гонке преследования, повторив свой лучший результат в карьере в Кубке мира. Летом этого же года в Румынии спортсмен стал чемпионом мира по летнему биатлону.
На чемпионате мира 2019 года в Эстерсунде 31-летний Илиев сенсационно занял второе место в индивидуальной гонке, допустив один промах и уступив только немцу Арнду Пайфферу. Эта медаль стала первой для болгарского мужского биатлона на чемпионатах мира. Среди женщин последним призёром чемпионата мира от Болгарии была Екатерина Дафовска, которая завоевала бронзу в индивидуальной гонке в 1997 году.
Также участвует в соревнованиях по лыжным гонкам: чемпионате мира 2018 года среди военных стал 14-м в гонке на 15 км свободным стилем.
Находится в отношениях с биатлонисткой Миленой Тодоровой.

## Результаты

### Олимпийские игры
| Игры          | Индивид. гонка | Спринт | Преследование | Масс-старт | Эстафета | Смеш. эстафета |
| ------------- | -------------- | ------ | ------------- | ---------- | -------- | -------------- |
| 2018 Пхёнчхан | 19             | 54     | 46            | —          | 16       | 17             |
| 2014 Сочи     | 38             | 59     | 54            | —          | 15       | н/д            |
| 2010 Ванкувер | 79             | 83     | —             | —          | 16       | н/д            |

### Чемпионаты мира
| Чемпионат           | Индивид. гонка | Спринт | Преследование | Масс-старт | Эстафета | Смешанная эстафета | Одиночная смешанная эстафета |
| ------------------- | -------------- | ------ | ------------- | ---------- | -------- | ------------------ | ---------------------------- |
| 2021 Поклюка        | 12             | 57     | 38            | —          | 16       | 15                 | 19                           |
| 2020 Антерсельва    | 54             | 58     | 44            | —          | 11       | 24                 | —                            |
| 2019 Эстерсунд      | 2              | 38     | 37            | 29         | 9        | 21                 | —                            |
| 2017 Хохфильцен     | 24             | 13     | 18            | 20         | 9        | 17                 | н/д                          |
| 2016 Осло           | 21             | 10     | 24            | 21         | 13       | 16                 | н/д                          |
| 2015 Контиолахти    | 27             | 8      | 6             | 25         | 16       | 18                 | н/д                          |
| 2013 Нове-Место     | DNF            | 42     | 39            | —          | 9        | —                  | н/д                          |
| 2012 Рупольдинг     | 16             | 57     | DNS           | —          | 17       | —                  | н/д                          |
| 2011 Ханты-Мансийск | 59             | 68     | —             | —          | 16       | —                  | н/д                          |
| 2009 Пхёнчхан       | 32             | 84     | —             | —          | 11       | —                  | н/д                          |
| 2008 Эстерсунд      | —              | 96     | —             | —          | 20       | —                  | н/д                          |
| 2007 Антерсельва    | 63             | 86     | —             | —          | 16       | 16                 | н/д                          |

### Юниорские и молодёжные соревнования
| Год  | Место проведения | Возраст | Инд | Спр | Пр | Эст |
| ---- | ---------------- | ------- | --- | --- | -- | --- |
| 2008 | ЧМ Рупольдинг    | U21     | 18  | —   | 26 | 13  |
| 2007 | ЧМ Валь-Мартелло | U21     | 38  | —   | 28 | 10  |
| 2006 | ЧМ Преск-Айл     | U19     | —   | —   | —  | 7   |

## Кубок мира
- 2006/07 — очков не набирал
- 2007/08 — очков не набирал
- 2008/09 — 98-е место (9 очков)
- 2009/10 — очков не набирал
- 2010/11 — очков не набирал
- 2011/12 — 60-е место (66 очков)
- 2012/13 — 44-е место (156 очков)
- 2013/14 — 66-е место (45 очков)
- 2014/15 — 25-е место (396 очков)
- 2015/16 — 38-е место (231 очко)
- 2016/17 — 32-е место (309 очков)[6]
- 2017/18 — 59-е место (46 очков)[6]